# Bromeloecia tarsiglossa
Bromeloecia tarsiglossa är en tvåvingeart som beskrevs av Marshall 1983. Bromeloecia tarsiglossa ingår i släktet Bromeloecia och familjen hoppflugor.
Artens utbredningsområde är Arizona. Inga underarter finns listade i Catalogue of Life.